# Koiupanká
Koiupanká, pleme američkih Indijanaca iz brazilske države Alagoas, danas nastanjeno s Pankararu Indijancima na rezervatu Terra Indígena Koiupanká. U suvremeno vrijeme ima ih preko 800 a služe se samo portugalskim jezikom. Prakticiraju jurema-kult. 

## Vanjske poveznice
- Povo Koiupanká